# Ryn (stacja kolejowa)
Ryn – zlikwidowana wąskotorowa stacja kolejowa w Rynie, w województwie warmińsko-mazurskim, w Polsce.